# Irvine-Michigan-Brookhaven-Experiment
Das Irvine-Michigan-Brookhaven-Experiment (IMB) war ein Experiment zur Beobachtung des Protonenzerfalls und zur Beobachtung von Neutrinos in einem Salzbergwerk am Eriesee in den USA (bei Fairport Harbor). Es wurde von der University of California, Irvine, der University of Michigan und dem Brookhaven National Laboratory betrieben.
Wie Kamiokande II sollte es ursprünglich den Protonenzerfall beobachten, der von einigen GUTs vorhergesagt wurde, und konnte eine untere Grenze der Lebensdauer von {\displaystyle 10^{33}} Jahren nachweisen.
Das Experiment bestand aus einem kubischen Tank mit ultrareinem Wasser (2,5 Millionen Gallonen entsprechend 9,4 Millionen Liter) umgeben von 2048 Photoverstärkern vom Typ des Cerenkov-Detektors. Bekannt wurde es dadurch, dass es wie auch Kamiokande Neutrinos aus der Supernova SN 1987A beobachtete (sie beobachteten 8 Neutrinos von etwa {\displaystyle 10^{16}}, die den Tank passierten, Kamiokande beobachtete 11 Neutrinos aus der Supernova). Dafür erhielten sie 1989 mit Kamiokande den Bruno-Rossi-Preis.
Der Bau begann 1979 und der Detektor war ab 1982 aktiv. Er sammelte bis 1991 Daten.
Beteiligt waren unter anderem Maurice Goldhaber (Brookhaven) und Frederick Reines (Ko-Sprecher, University of California, Irvine), John C. (Jack) Vander Velde (Ko-Sprecher, University of Michigan), Henry W. Sobel, Lawrence Sulak.
Die IMB Gruppe arbeitete danach am Super-Kamiokande Experiment mit, für den auch Teile von IMB verwendet wurden.

## Veröffentlichungen (Auswahl)
- F. Reines, J. M. LoSecco, D. Sinclair: The search for proton decay, Scientific American 1985, Nr. 6
- R. M. Bionta u. a., Search for proton decay into e+ {\displaystyle \pi }0, Phys. Rev. Lett., Band 51, 1983, S. 27, Abstract
- T. J. Haines u. a.: Calculation of Atmospheric Neutrino-Induced Backgrounds in a Nucleon-Decay Search, Phys. Rev. Lett., Band 57, 1986, S. 1986
- R. M. Bionta u. a.: Observation of a neutrino burst in coincidence with supernova 1987A in the Large Magellanic Cloud, Phys. Rev. Lett., Band 58, 1987, S. 1494–1496